# Charge mentale ménagère
Ne doit pas être confondu avec Double journée.

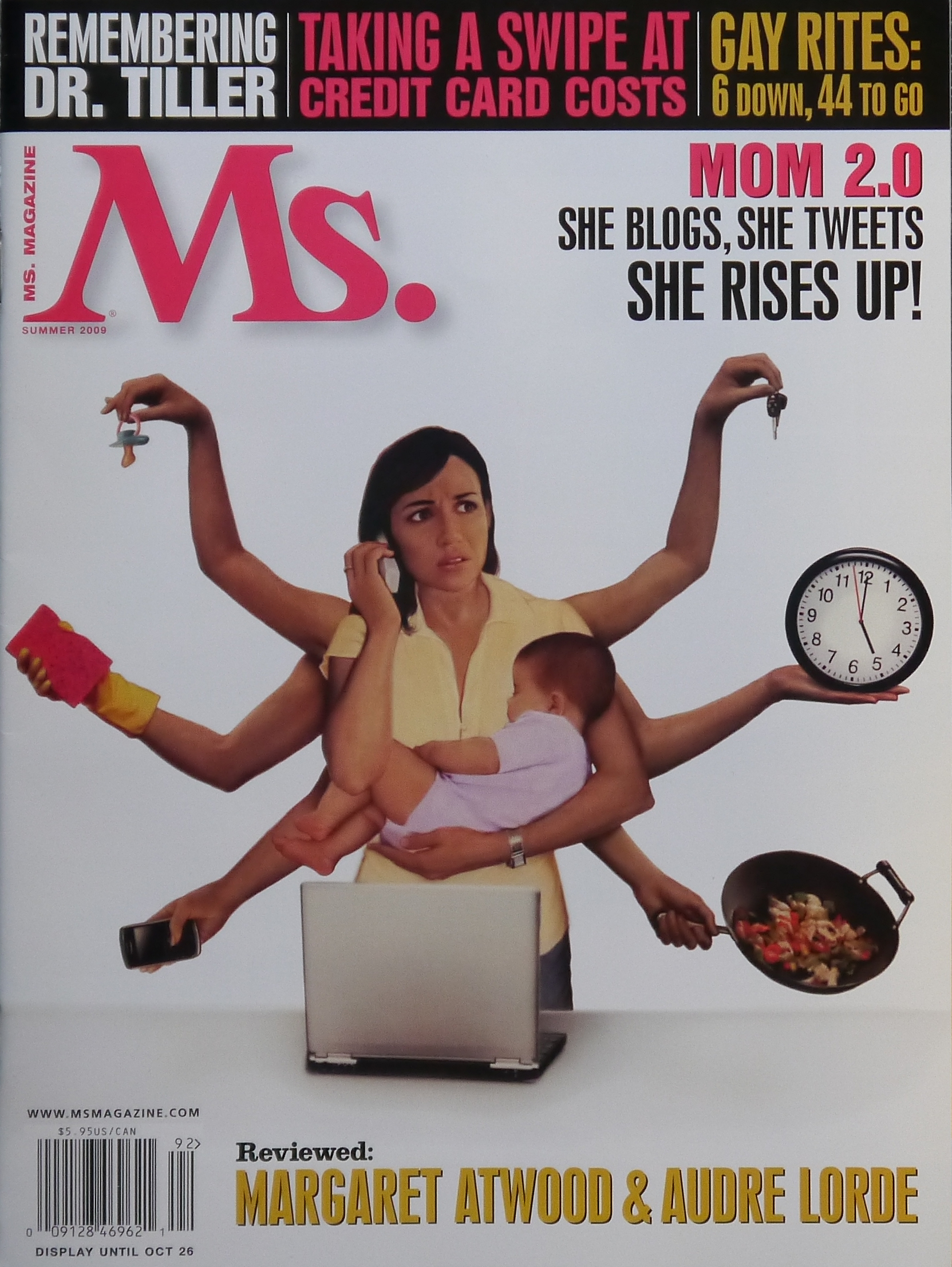
Couverture du magazine Ms. de 2009, illustrant la charge mentale mentale ménagère.

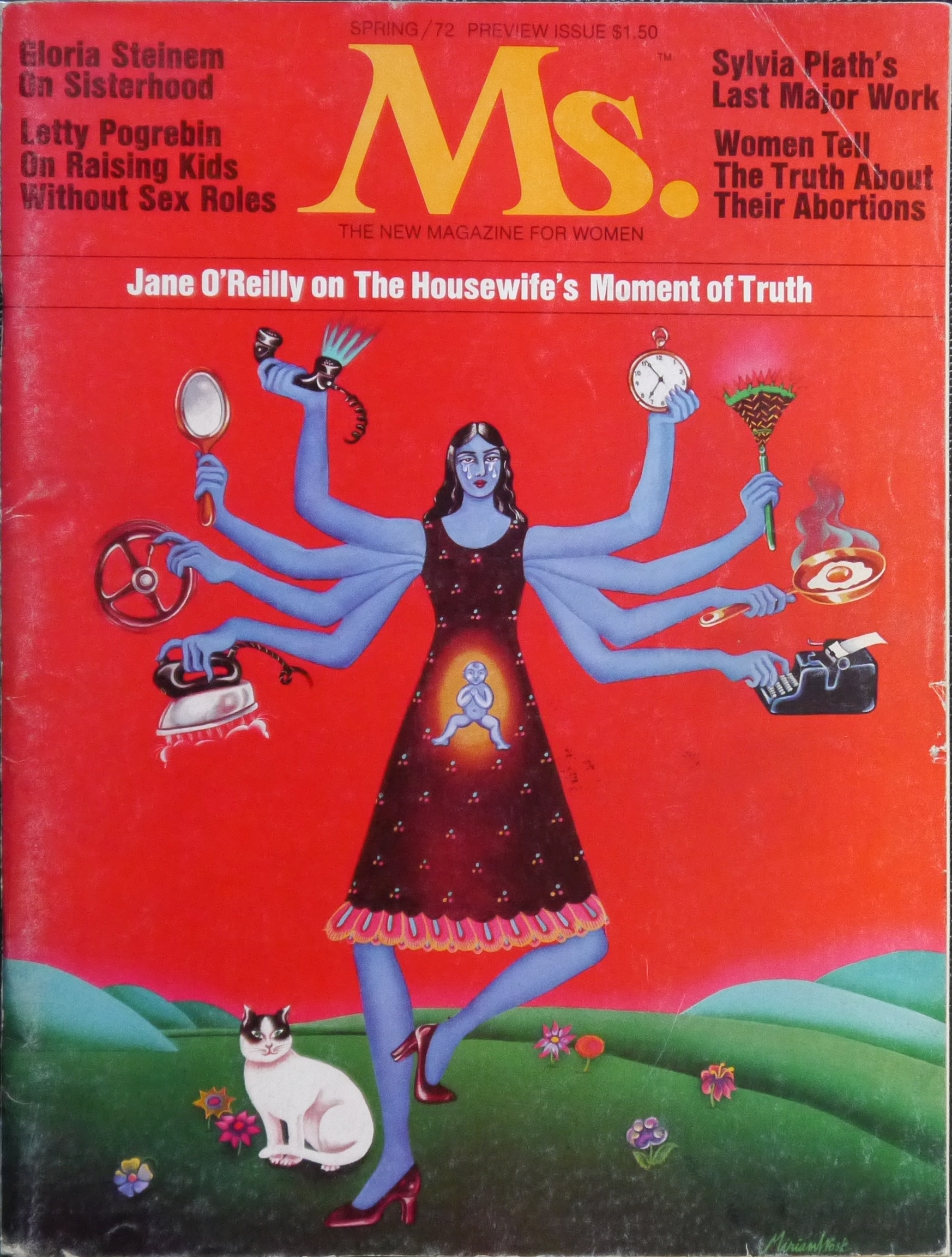
Couverture du magazine Ms. de 1972, semblant présenter quelques similitudes.

La charge mentale ménagère (ou charge mentale domestique) est un concept de sociologie traitant de la charge cognitive portée par les adultes, souvent les femmes, dans le cadre de la gestion du foyer au quotidien.

## Description
Le principe de la charge mentale domestique est introduit par Monique Haicault en 1984 dans son article La Gestion ordinaire de la vie en deux. Elle y décrit comment l’esprit d’une femme en couple qui travaille demeure préoccupé par les tâches ménagères et la gestion du foyer, charge cognitive importante, constituant l'articulation de la « double journée » que mène celle-ci. Elle met ainsi en avant le fait que la double charge « travail + foyer » ne se limite pas à une simple addition des contraintes, la femme emmenant au travail une partie des tâches à gérer pour le foyer,,. La charge mentale est non seulement l’exécution de plusieurs tâches, mais plutôt la simultanéité de celles-ci. La charge mentale est définie comme l'« espace mental et l’énergie psychologique qu’une personne, le plus souvent des femmes et des mères de jeunes enfants, doivent déployer pour arriver à ce que tout fonctionne dans la famille ».
Selon Sandra Frey, la maternité du terme revient toutefois à la sociologue Danièle Kergoat qui, en 1990, se penche sur le cas des infirmières. Dans l'analyse de leur combat pour faire reconnaître professionnellement leur activité, Danièle Kergoat met en avant la « charge mentale » comme la continuation des tâches « féminines » dans un supposé « travail féminin ». La sociologue Susan Walzer publiait en 1996 Thinking about the Baby, article dans lequel elle mettait en évidence les écarts qui existent dans la répartition des tâches ménagères dans un couple, mais aussi la part invisible du travail domestique, « du genre qui occupe l'esprit ».
En France, ce concept est popularisé par l'illustratrice Emma qui publie en 2017 la bande dessinée Fallait demander.
Et si, en 2017, la distribution des tâches ménagères au sein d'un couple a évolué — sans toutefois parvenir à un équilibre — il est constaté que la charge mentale ménagère affecte davantage les femmes,, en temps « normal » ou de crise,,.

## Illustration du phénomène
Emma, féministe auteure de la bande dessinée Fallait demander, décrit la charge mentale ménagère dans les couples hétérosexuels comme étant une forme d'oppression de la part du conjoint homme vis-à-vis de sa compagne. Ainsi, selon elle, dans de nombreux ménages hétérosexuels « le partenaire attend de sa compagne qu’elle lui demande de faire les choses », ce qui implique qu’il la considère comme « la responsable en titre du travail domestique ». Selon Emma, la compagne aurait donc implicitement la responsabilité de connaître et planifier les tâches qui sont inhérentes à la vie d’un ménage. La charge mentale serait ainsi un travail « invisible » qui représenterait une source de fatigue indéniable.
La charge mentale ménagère renvoie à de nombreuses actions du quotidien qui peuvent sembler anodines, mais qui occupent une place prédominante dans les pensées de certaines personnes (en particulier les femmes).
Ce phénomène s’illustre à travers des tâches quelconques telles que s’occuper de la vaisselle, de la lessive, payer les factures, penser à la liste de course, aller au supermarché ou encore appeler l’opérateur téléphonique, l’assurance ainsi que d’autres actions qui additionnées sont mentalement pesantes.
La charge mentale ménagère ne consiste pas seulement dans la simple réalisation de ces tâches, elle s’exprime principalement dans le fait de penser à ces tâches. Ce sont ces pensées qui représentent « un poids », l’esprit n’est pas libre car tout au long de la journée, il doit se rappeler les choses qui doivent être réalisées. 
L’esprit est accaparé par une liste d’actions à ne pas oublier, une liste qui augmente rapidement, car une action en amène une autre quasiment à coup sur. Une action soit connexe, soit nécessaire en pré-requis. 
Cet empilage de choses à se rappeler et d'actions à mener ensuite crée une source de fatigue mentale et physique très importante. 
Les femmes, habituées à prendre en charge les tâches domestiques, tentent de différentes façons d’atténuer cette charge mentale. Par exemple, certaines décident de partir en vacances sans conjoint ni enfant (pratique de la momcation, mot-valise anglophone combinant mommy, « maman » et vacation, « vacances ») ou terminent plus tôt leur journée de travail afin de revenir au foyer et de pouvoir avancer différentes tâches du foyer. Le temps dans la charge mentale est un facteur indissociable à celle-ci. Les femmes recherchent souvent du temps supplémentaire pour effectuer les tâches auxquelles elles pensent continuellement, mais c’est impossible. Il est difficile pour elles de dissocier ce qui est du travail de ce qui ne l’est pas. C’est de cette façon qu’est expliqué le phénomène de double journée de travail. Les femmes perdent en temps de famille au détriment du temps domestique.

## Approches du phénomène

### Approche neuropsychiatrique
Pour Jean-Philippe Lachaux, directeur de recherche à l'Inserm, la charge mentale est la conséquence du développement du cortex préfrontal, et donc indissociable de la nature humaine. Elle serait liée à la faculté d'anticiper les conséquences de ses propres actions à long terme et donc proportionnelle à l'intensité d'une angoisse : celle d'oublier de devoir faire quelque chose d'important.
Selon la psychiatre Aurélia Schneider, spécialiste en psychothérapies comportementales et cognitives, le profil type de la personne affectée par la charge mentale est anxieuse, perfectionniste, avec un besoin de « tout contrôler ». Pour la médecin, l'objet cible de ce perfectionnisme serait différent selon que le sujet soit un homme ou une femme. Ainsi, spécifiquement les femmes ressentiraient un besoin extrême de perfection au sujet de leur maison, cette émotion étant amplifiée par un besoin de reconnaissance liée à sa bonne tenue. La psychiatre qualifie les femmes de « prisonnières » de cette recherche.
Aurélia Schneider explique que tous les hommes et toutes les femmes souffrent de charge mentale, mais que chaque personne a un seuil de tolérance qui lui est propre. Elle prend exemple sur les pères célibataires ou les veufs qui gèrent les tâches ménagères suivant un perçu des priorités différent de celui des femmes vivant une situation identique. Ce perçu leur permettrait d'effectuer toutes les tâches ménagères avec moins de stress qu'en éprouvent les femmes. La psychiatre estime que « finalement, ils (les hommes) s'embêtent moins que nous (les femmes), et nous avons beaucoup à apprendre ». La psychiatre formule l’hypothèse, pour les femmes, d’un lien entre la charge mentale qu'elles éprouvent et leur rythme chronobiologique. Ce rythme biologique spécifique aux femmes expliquerait pourquoi elles seraient plus affectées par la charge mentale que les hommes.

## Spécificités selon la situation familiale
La quantité de charge mentale ainsi que sa répartition au sein d'un couple sont différentes suivant la situation familiale (avec ou sans enfants).

### Couples avec enfant
Lorsqu'un équilibre est trouvé au sein d'un couple sans enfant, ceci qu'il soit homosexuel ou hétérosexuel, il serait toutefois remis en question lors de l'arrivée du premier enfant. Selon la professeure de psychologie Abbie Goldberg, la charge de travail augmentant alors, « la personne qui gagne le plus s'implique moins dans les tâches liées à l'enfant ». La répartition des tâches ménagères deviendrait alors moins fonction du genre de chaque conjoint que de critères liés aux horaires de travail et au salaire de chaque parent. Abbie Goldberg explique qu'ainsi, parfois, le manque d'égalité peut donc être perçu comme juste par les parents.

### Couple de même sexe
Une étude américaine met en évidence que 76 % des couples de même sexe déclarent partager les tâches ménagères là où 31 % des couples hétérosexuels déclarent le faire.
Le sociologue Sébastien Chauvin et l'anthropologue Jérôme Courduriès voient dans la répartition des tâches ménagères les effets de stéréotypes de genre où les hommes seraient cantonnées aux tâches extérieures au domicile et les femmes aux tâches liées à l'intérieur. Les couples homosexuels seraient moins affectés par ces rôles liés aux genres, ils seraient donc plus prédisposés à dialoguer sur la répartition des tâches au sein de leur couple.
De plus, lorsqu'une inégalité de répartition dans les tâches ménagères est constatée au sein de ces couples, elle semblerait mieux acceptée par la personne surchargée de travail que dans les couples hétérosexuels. Une étude démontre que dans les couples de mères lesbiennes la mère biologique aurait toutefois tendance à en faire davantage que sa conjointe.
Dans les couples homoparentaux, lorsqu'une inégalité sur la répartition des tâches est perçue comme injuste par un des deux conjoints, celle-ci serait génératrice de plus de stress que dans les couples hétérosexuels du fait de l'impossibilité de pouvoir l'expliquer par l'affectation de rôles liés aux genres des parents.

## Charge mentale et contraception
Des enquêtes de terrain ont démontré que la charge mentale est aussi présente sur le plan de la contraception. Cette charge mentale repose sur les femmes, principalement parce que celles-ci seront les premières personnes atteintes par une mauvaise contraception. Comme dans le principe de la charge mentale ménagère et comme illustré dans la BD Fallait demander par Emma, dans la majorité des cas, l’homme est détaché de la planification des tâches à la maison. Il en est de même avec la contraception. La charge mentale en lien avec la contraception est affectée aussi par un développement de troubles de l’humeur et de certains symptômes de dépression lors de la prise de la contraception orale. Bien que la contraception masculine soit discutée, il est possible de remarquer un manque de prise en charge de responsabilités chez les hommes. Les femmes ne sont alors pas à l’aise de laisser leur fertilité entre les mains de leur conjoint. La contraception vient aussi avec un enjeu monétaire. Sans assurances, un stérilet hormonal peut coûter jusqu’à 380 $ au Canada.